# José Perurena
José Perurena López (né le 4 avril 1945 à Madrid) est un kayakiste et dirigeant sportif espagnol.
Il est éliminé en qualifications de la course de 1 000 m en kayak à quatre aux Jeux olympiques d'été de 1968. 
En 2008, il devient président de la Fédération internationale de canoë.
En 2011, il devient membre du Comité international olympique.
En avril 2014, il est élu président de l'Association internationale des Jeux mondiaux (IWGA), et prend la suite de Ron Froelich qui était en fonction de puis 1992.